# Ihsahn
Ihsahn, pseudonimo di Vegard Sverre Tveitan (Notodden, 10 ottobre 1975), è un musicista, cantautore e compositore norvegese.
Noto anche per la sua carriera solista e i vari progetti, è anche il leader della black metal band norvegese Emperor.

## Biografia
Col nome Ihsahn suonò per la band symphonic black metal Emperor, diventando uno dei fondatori del genere. Si dice che le tematiche sataniche dei brani del gruppo siano correlate alla vita privata del musicista. È stato endorser Ibanez e Blackstar Amplification ed attualmente utilizza chitarre Aristides.
Dopo aver lasciato gli Emperor continua il lavoro finito con loro attraverso la sua band solista. Le sonorità passano dal symphonic al progressive, caratterizzate da ottima tecnica, continui cambi di ritmo e vocali (da voce pulita a scream e viceversa).
La sua voce spazia da toni puliti, evocativi ed epici ad uno scream molto personale che evoca molto da vicino King Diamond, la sua principale influenza.
Nel 2006 ha pubblicato il suo primo lavoro solista, intitolato The Adversary in cui ha suonato tutti gli strumenti,ad eccezione della batteria ,affidata a Asgeir Mickelson, e con la partecipazione nella canzone "Homecoming" di Garm (Kristoffer Rygg) degli Ulver.
Nel 2007, insieme alla moglie Heidi Solberg e all'artista folk norvegese Knut Buen, da luce al progetto Hardingrock e all'album Grimen, una sperimentazione di black metal, gothic, elettronica e folk metal.
Nel 2008 esce il secondo album angL,l'album dedicato al neonato figlio, che vede impegnato nuovamente Ihsahn con tutti gli strumenti a parte la batteria (sempre affidata a Mickelson). angL riprende alcune sonorità del lavoro precedente, aumentando però la componente progressive. Nell'album è presente una nuova collaborazione, questa volta insieme a Mikael Åkerfeldt degli Opeth,nella la canzone"Unhealer".
Sempre nel 2008 Ihsahn propone per la prima volta i brani soliti dal vivo al Rockfeller di Oslo, accompagnato da Einar Solberg dei Leprous, suo cognato.

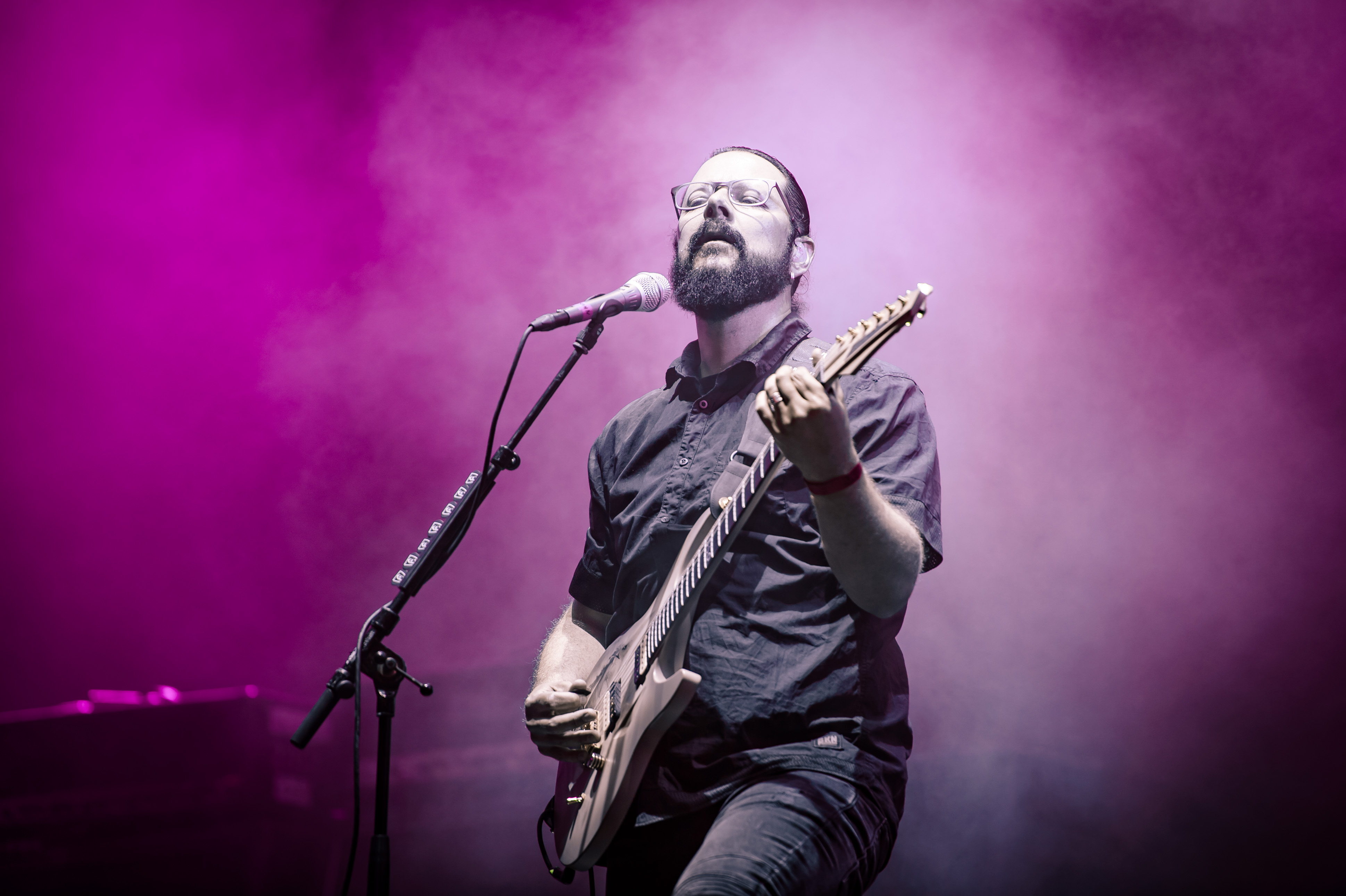
Ihsahn nel 2017

Il 25 gennaio 2010 e vede luce il terzo album solista, After, che rappresenta un punto di rottura con ciò che è stato fatto in precedenza, aumentando la componente progressive e sviluppando completamente quella Black Metal;il risultato è un album più ermetico, più freddo ma non per questo meno aggressivo, e anche in questo caso Ihsahn si è occupato di tutti gli strumenti,ad eccezione della batteria. Tra i punti salienti dell'album vi è sicuramente l'uso delle Ibanez ad 8 corde e del Sassofono, a cura di Jørgen Munkeby (Shining NOR); si tratta di un album che è stato acclamato dalla critica, dai fan e che rappresenta la fine di una trilogia.
A partire da questo album Ihsahn ricomincerà ad esibirsi regolarmente durante i festival, europei e non.
Nel giugno 2012 viene pubblicato Eremita, album che per certi versi cerca di affinare ciò che è stato fatto con After introducendo nuovi elementi in grado di incupire il sound; tra le collaborazioni presenti nell'album vi possiamo trovare nuovamente Jørgen Munkeby al sassofono, Devin Townsend in Introspection, Jeff Loomis (Nevermore) nell'assolo di The Eagle and the Snake, Einar Solberg in Arrival e Heidi Solberg in Departure;la batteria è affidata a Tobias Ørnes Andersen, mentre gli altri strumenti sono stati suonati sempre da Ihsahn.
Il 21 ottobre 2013 esce Das Seelenbrechen, sicuramente l'album più intricato e sperimentale di quelli sino ad ora usciti; si tratta di un album ermetico ed ispirato a tematiche care a Nietzsche (presente già sulla copertina di Eremita) da cui prende spunto il titolo. Le canzoni contenute nell'album sono molto diverse tra loro, passando da tracce dirette come "NaCl" a cupe come "Hiber", da dolci e malinconiche come "Pulse" a psichedeliche  ("M") o quasi cacofoniche, come "Tacit".
Tre anni più tardi nel 2016 esce Arktis. caratterizzato da un sound diverso dai precedenti lavori, un album decisamente più facile da ascoltare rispetto al precedente ma anche rispetto a tutti i predecessori: qui il sound è arricchito di sonorità esterne al metal, e che spesso ricordano gli anni '70, specie nelle tastiere. Si tratta di un album molto vario e con un sound tendenzialmente più snello rispetto ai precedenti. Come al solito Ihsahn si è occupato di tutti gli strumenti,fatta eccezione della batteria (sempre affidata a Tobias Ørnes Andersen). Arktis vede tra gli ospiti, oltre a Einar Solberg e Jørgen Munkeby, anche Matt Heafy.
Il 4 Maggio 2018 esce Àmr settimo disco solista, album molto vario in cui sono presenti elementi esterni al metal - provenienti addirittura dal pop anni '80 - oltre a frangenti puramente black metal: ennesima dimostrazione di come Ihsahn sia in grado di fondere ed unire generi completamente diversi creando un risultato di notevole spessore. Da segnalare che sulla traccia " Where You Are Lost and I Belong" le percussioni sono state suonate da suo figlio.
Nell'autunno 2018 Ihsahn ha iniziato il suo primo tour europeo in club, supportato da Ne Obliviscaris e Astrosaur. Nel 2022 collabora con il cantante dei Trivium Matthew Heafy al singolo Tamashii No Houkai, del progetto black metal Ibaraki.

## Gruppo
Attuale
- Ihsahn – voce, chitarra, basso, tastiera (2005-presente)

Turnisti (studio)
- Lars K. Norberg – basso (2008, 2010)
- Asgeir Mickelson – batteria (2006, 2008, 2010)
- Tobias Ørnes Andersen	– batteria (2012, 2013, 2016)

Turnisti (dal vivo)
- Robin Ognedal – chitarra (2015-presente)
- Nicolai Tangen Svennæs – tastiera (2015-presente)
- Tobias Ørnes Andersen – batteria (2010-presente)

Ex-turnisti (dal vivo)
- Tor Oddmund Suhrke – chitarra, cori (2010-2014)
- Øystein Landsverk – chitarra, cori (2010-2014)
- Halvor Strand – basso (2009-2011)
- Rein Blomquist – basso (2011-2013)
- Martin Skrebergene – basso (2013-2014)
- Einar Solberg – tastiera, cori (2010-2014)
- Baard Kolstad – batteria (2013-2014)

## Discografia

### Da solista
- 2006 – The Adversary
- 2008 – AngL
- 2010 – After
- 2012 – Eremita
- 2013 – Das Seelenbrechen
- 2016 – Arktis.
- 2018 – Àmr
- 2020 – Telemark (EP)
- 2020 – Pharos (EP)
- 2024 – Ihsahn

### Con gli Embryonic
- 1990 – The Land of the Lost Souls

### Con gli Thou Shalt Suffer
- 1991 – Open the Mysteries of Your Creation (EP)
- 2000 – Somnium

### Con gli Emperor
- 1992 – Emperor (EP)
- 1994 – In the Nightside Eclipse
- 1996 – Reverence (EP)
- 1997 – Anthems to the Welkin at Dusk
- 1999 – IX Equilibrium
- 2000 – Emperial Live Ceremony (live)
- 2001 – Prometheus: The Discipline of Fire & Demise
- 2003 – Scattered Ashes: A Decade of Emperial Wrath (raccolta)

### Con gli Ziklon-B
- 1995 – Blood Must Be Shed
- 1999 – Necrolust/Total Warfare (split)

### Con i Peccatum
- 1999 – Strangling from Within
- 2000 – Amor Fati
- 2000 – Oh, My Regrets
- 2004 – Lost in Reverie
- 2005 – The Moribund People (EP)

### Con gli Hardingrock
- 2007 – Grimen